# Hamid Ahaddad
Hamid Ahaddad, né le 30 novembre 1994 à Agadir, est un footballeur international marocain jouant au poste d'attaquant au MAS Fès.

## Biographie

### En club

#### Débuts et formation
Hamid Ahaddad voit le jour le 30 novembre 1994 à Anza, commune située à Agadir, la plus grande ville touristique du Maroc. Il commence à pratiquer le football dans son quartier avant de rejoindre, à l'âge de 11 ans, le deuxième club de football de la ville de Dcheira, le Adrar Union Athletic Souss.
Après six années où il passe par toutes les catégories du club, il rejoint l'équipe première à l'âge de 17 ans seulement. Il s'impose rapidement et devient un élément important dans la ligne d'attaque de l'équipe et participe activement à l'ascension de son équipe en championnat du Maroc de troisième division à l'issue de la saison 2013-2014.

#### Bref passage au Hassania d'Agadir (2015-2015)
En janvier 2015, il signe un pré-contrat avec le Hassania Union Sport d'Agadir, mené à l'époque par Abdelhadi Sektioui.
Durant une demi-saison, il n'y dispute qu'un seul match et décide de quitter le club en juin à la suite d'un mauvais traitement de la part des dirigeants.

#### Difaâ Hassani d'El Jadida (2015-2018)
En juin 2015, il est recruté par le Difaâ Hassani d'El Jadida, entraîné alors par un certain Jamal Sellami, qui semble séduit par les qualités du joueur.
Le 19 décembre, au titre de la 12e journée du championnat contre le CR Al Hoceima, il marque son premier but avec son nouvelle équipe d'un tir en pleine lucarne à la 91e minute de jeu.
Le 28 octobre 2016, il inaugure son compteur de buts au titre de la saison 2016-2017 en marquant contre le Wydad AC au Stade Mohamed V. Sous les commandes de Abderrahim Taleb, il forme avec Walid Azarou et Zakaria Hadraf une redoutable ligne d'attaque qui marque 27 buts des 45 marqués en championnat, et qui permet à l'équipe de terminer vice-championne du Maroc pour la troisième fois de son histoire.
Le 18 novembre 2017, le Difaâ d'El Jadida dispute la finale de la Coupe de trône face au Raja Club Athletic, qui cherche à se venger de la finale perdue en 2013. Menés au score au terme de la première mi-temps, Ahaddad provoque un penalty à la 58e minute qu'il marque en réalisant une « panenka ». Mais c'est les Aigles Verts qui s'imposent finalement aux tirs au but après que les 120 minutes ne réussissent pas à départager les deux formations (score final : 1-1, tab : 1-3),.
Fin décembre, il est déclaré forfait pour le Championnat d'Afrique des nations 2018 à cause d'une blessure au coude, lors du match qui oppose son équipe au Itihad de Tanger en championnat. Il fait son retour en février contre en Ligue des champions de la CAF 2018 contre les Bissaoguinéens du Sport Bissau e Benfica. Le Difaâ pulvérise son adversaire sur un score fleuve de 10-0, où la moitié des buts fut inscrits par Ahaddad auteur d'un quintuplé, le premier pour un joueur marocain en Ligue des champions.
À l'issue de la saison 2017-2018, Hamid Ahaddad termine meilleur buteur du Difaâ d'El Jadida avec 18 réalisations toutes compétitions confondues.

#### Transfert au Zamalek SC (2018-2021)
En juin 2018, Ahaddad s'engage avec le club égyptien du Zamalek SC, en paraphant un contrat d'une durée de quatre ans.
Le 3 mars 2019, le Zamalek se déplace à Luanda pour s'opposer à Petro Atlético au titre du quatrième match de la phase de poules de la Coupe de la confédération 2018-2019. Hamid inscrit le but de la victoire à la 27e minute et permet à son équipe de prendre la tête de son groupe.

#### Prêt au Raja Club Athletic (2019-2020)
Le 24 juillet 2019, Le Raja trouve un accord avec le Zamalek SC, pour s'offrir les services de l'international marocain Hamid Ahaddad, sous forme de prêt d'une durée d'un an.
Le 5 novembre, à l'occasion de la deuxième journée du championnat contre la Renaissance de Zemamra, il inscrit son premier but avec le Raja grâce à une passe de Soufiane Rahimi à la 71e minute de la rencontre.
Le 23 novembre, au titre du match retour des huitièmes de finale du Championnat arabe des clubs contre le Wydad AC, les Verts sont menés 4-1. Hamid Ahaddad marque le deuxième but, Mohsine Moutouali marque un penalty en réalisant une « Panenka » à la 88e minute, avant que Ben Malango ne complète cette Remontada historique et n'inscrit le but d'égalisation à la 94e minute synonyme de qualification (4-4). Le Raja élimine donc son rival lors du premier Derby disputé dans une compétition internationale.
Le 18 décembre, il double la mise pour le Raja face au Hassania d'Agadir et lui permet de décrocher sa quatrième victoire en championnat (2-1).
Le 22 décembre, le Raja s'oppose au Wydad en dixième journée du championnat. Servie par Mohsine Moutouali depuis le milieu de terrain, il met le ballon en pleine lucarne et offre la victoire aux Verts à 10 minutes du terme de la rencontre, et enregistre d'ailleurs son premier but lors du Derby.

#### Transfert au Raja CA (2021-2022)
Le 31 août 2021, le Raja Club Athletic annonce le retour de Hamid Ahaddad qui signe un contrat renouvelable d'une saison.

#### Wydad AC (depuis 2022)
En pleine phase de changement d'entraîneur avec la venue de Sven Vandenbroeck, il parvient à se qualifier en finale de la Ligue des champions le 20 mai 2023 après un match nul retour de 2-2 en entrant en jeu dans les minutes additionnelles à la place de Bouly Sambou face au Mamelodi Sundowns FC au Loftus Versfeld Stadium en Afrique du Sud.

### En sélection
| Matches internationaux de Hamid Ahaddad | Matches internationaux de Hamid Ahaddad | Matches internationaux de Hamid Ahaddad | Matches internationaux de Hamid Ahaddad | Matches internationaux de Hamid Ahaddad | Matches internationaux de Hamid Ahaddad | Matches internationaux de Hamid Ahaddad                  | Matches internationaux de Hamid Ahaddad |
| 0                                       | Date                                    | Lieu                                    | Adversaire                              | Score                                   | Résultats                               | Compétitions                                             |                                         |
| --------------------------------------- | --------------------------------------- | --------------------------------------- | --------------------------------------- | --------------------------------------- | --------------------------------------- | -------------------------------------------------------- | --------------------------------------- |
| 1                                       | 21 septembre 2019                       | Stade Mustapha Tchaker, Blida, Algérie  | Algérie                                 | —                                       | 0-0                                     | Qualifications au Championnat d'Afrique des nations 2020 |                                         |
| 2                                       | 19 octobre 2019                         | Stade de Berkane, Berkane, Maroc        | Algérie                                 | 2-0                                     | 3-0                                     | Qualifications au Championnat d'Afrique des nations 2020 |                                         |

## Vie privée
Depuis 2018, Hamid Ahaddad est marié à Oumaima Jabrane qu'il fréquente durant plus de deux ans. En octobre 2019, ils diffusent des photos sur Instagram et annoncent qu'il attendent leur premier bébé.

## Palmarès
Zamalek SC (2)
- Championnat d'Égypte:
  - Champion : 2021
- Coupe de la confédération :
  - Vainqueur en 2019.

 Raja Club Athletic (1)
- Championnat du Maroc :
  - Champion en 2019-20.
  - Vice-champion en 2021-22.
- Supercoupe d'Afrique:
  - Finaliste en 2021.

 Wydad Athletic Club
- Championnat du Maroc :
  - Vice-Champion en 2023.
- Ligue des champions de la CAF
  - Finaliste : 2023
- Supercoupe d'Afrique:
  - Finaliste : 2022

 Difaâ Hassani d'El Jadida
- Championnat du Maroc :
  - Vice-Champion en 2017.
- Coupe du trône :
  - Finaliste en 2017.

## Distinctions personnelles
- 2e buteur de la Ligue des champions de la CAF 2018 (7 buts)
- Prix But du mois pour le meilleur but du Raja CA lors de mars 2022.